# Strålfors
Strålfors AB er en svensk virksomhed, som blev etableret 1919 i Ljungby af Thage Carlsson. I dag indgår Strålfors i den statsejede PostNord-koncern.
Strålfors beskæftiger sig hovedsagelig med informationsbehandling og informationslogistik, og hovedfokus er servicering af store virksomheder i forbindelse med kommunikationen med deres kunder. Strålfors' serviceydelser omfatter blandt andet print og kuvertering, grafisk tryk, elektronisk kommunikation, personalisering af kort samt logistikløsninger.
Virksomheden er aktiv i syv lande: Sverige, Danmark, Finland, Norge, Storbritannien, Frankrig og Polen. Hovedkontoret ligger i Malmø.